# Euphorbia letouzeyana
Euphorbia letouzeyana es una especie fanerógama perteneciente a la familia de las euforbiáceas. Se encuentra desde el sudoeste de Tanzania al norte de Zambia.

## Descripción
Es una planta herbácea geofita perennifolia con una raíz tuberosa de 7 cm Ø, que produce 1-3 tallos subterráneos de 1-3 cm long; tallos anuales que alcanzan los 2-6 cm de altura; con hojas en rosetas en el ápice de los tallos,  obovada, de ± 9 x 4,5 cm, con el ápice redondeado.

## Ecología
Se encuentra en suelos arenosos entre las rocas en los bosques caducifolios; bosques de  Brachystegia sobre laderas de piedras y suelos de laterita con hierbas cortas; a una altitud de 750-1500 metros.
Es una especie cercana a Monadenium letestuanum.

## Taxonomía
Euphorbia monteiri fue descrita por (Malaisse) Bruyns y publicado en Euphorbia World 3: 6. 2007.
Etimología
Euphorbia: nombre genérico que deriva del médico griego del rey Juba II de Mauritania (52 a 50 a. C. - 23), Euphorbus, en su honor – o en alusión a su gran vientre –  ya que usaba médicamente Euphorbia resinifera. En 1753 Carlos Linneo asignó el nombre a todo el género.
letouzeyana: epíteto otorgado en honor del botánico francés René Latouzey (1918 - 1989) estudioso de las plantas de Gabón y Camerún.
Sinonimia
- Euphorbia pseudonervosa Bruyns
- Monadenium letouzeyanum Malaisse
- Monadenium nervosum P.R.O.Bally[6]